# Парламентские выборы в Израиле (апрель 2019)
Парламентские выборы в Кнессет 21-го созыва были проведены досрочно, 9 апреля 2019 года. Списки кандидатов в депутаты кнессета 21 созыва были предоставлены центральной избирательной комиссии до 21 февраля 2019 года.
Выборы стали результатом парламентского кризиса, в ходе которого министр обороны Авигдор Либерман выступил против законопроекта об армейской службе, в соответствии с которым религиозные студенты, изучающие Тору, освобождались от призыва. За внеочередные выборы выступали также многие союзники премьер-министра Нетаньяху, в частности, министр просвещения Нафтали Беннет, возглавлявший на тот момент партию «Еврейский дом».

## Список партий
Полный список партий, которые приняли участие в выборах в Кнессет 21 созыва, опубликован на сайте ЦИКа.
- «Новые правые во главе с Шакед и Беннетом». Лидеры — Айелет Шакед и Нафтали Беннет. Буквы — נ/ינ
- «ДААМ — Солидарность без границ». Лидер — Тамир Йоав Галь. Буквы — ץ/ק/י/זך
- «Маген во главе с Галем Гиршем». Лидер — Галь Хирш. Буквы — נץ/זיק/קן
- «Брит Олам». Лидер — Офер Лифшиц. Буквы — כן/זך/י
- «БЕТАХ — Социальная безопасность во главе с Семёном Графманом». Лидер — Семён Графман. Буквы — ן/ףק/י
- «Яхадут ха-Тора ве-ха-Шабат, Агудат Исраэль — Дегель ха-Тора». Лидеры — Яаков Лицман и Моше Гафни. Буква — ג
- «Цедек ла-Коль» («Справедливость для всех». Лидер — Яаков Кашди. Буквы — ק/ץ
- Партия «Яшар». Лидер — Эран Эцион. Буквы — י/נק/קנ
- «Пираты во главе с интернетом. Туалетная бумажка». Лидер — Ноам Козар. Буквы — ףז/זן
- «Кец». Лидер — Денис Липкин. Буквы — יז/ק/ץ
- «Пашут Ахава» («Просто любовь»). Лидер — Лилиан Рут Вайсбергер. Буквы — ףי
- «Беяхад во главе с Йом-Товом Самией». Лидер — Йом-Тов Самия. Буквы — ני/זן/יק/יך
- «Ахи Исраэли во главе с Адиной Бар-Шалом». Лидер — Адина Бар-Шалом. Буквы — ץן/ץף
- «Квод ха-Адам» («Человеческое достоинство»). Лидер — Аркадий Пугач. Буквы — ןך/ןף
- «Офек Хадаш» («Новый горизонт — Центристская арабская партия»). Лидеры не указаны. Буквы — ךן/ךף
- «Ха-Решима ха-Аравит» («Арабский список»). Лидер — Мухаммад Кнаан. Буквы — ע/נך/ר
- «Ани ве-Ата» («Я и ты»). Лидер — Алон Гилади. Буквы — ץי
- «Мифлегет ха-Реформа». Лидер — Абд Ас-Сала Кашуа. Буквы — נך/ח/ק/ח
- «Мифлегет Эзрахим Ватиким» («Партия пожилых»). Лидер — Шалом Амит Саар. Буквы — זי
- «Питарон ле-Аза» («Решение для Газы»). Лидер — Шарон Леви-Шмуэль. Буквы — ץז
- «Руах Габит ла-Хинух» («Попутный ветер для образования». Лидер — Адир Зельцер. Буквы — ףך
- РААМ-БАЛАД. Лидеры — Мансур Аббас и Антанс Шахадэ. Буквы — דעם
- «Яхад во главе с Эли Ишаем». Лидер — Эли Ишай. Буквы — זך
- Хадаш во главе с Айманом Удой и ТААЛ во главе с Ахмадом Тиби. Лидеры — Айман Удэ и Ахмад Тиби. Буквы — ום
- «Зеут— израильское движение во главе с Моше Фейглиным». Лидер — Моше Фейглин. Буквы — ז/יז
- «Ме-хатхала» («Заново»). Лидер — Давид Эрез Анав. Буквы — קן/י/ק
- «Коль Исраэль Ахим у-Ф'ула ле-Исраэль» («Весь Израиль — братья и Действие для Израиля». Лидер — Алали Адамсо. Буквы — קף/נץ/ני/קנ
- «Наш дом Израиль во главе с Авигдором Либерманом». Лидер — Авигдор Либерман. Буква — ל
- «Ихуд Бней Брит» («Объединение Детей завета»). Лидер — Бшара Шилиан. Буквы — ינ/ין/קן
- «На Нах» («На Нах»). Лидер — Илан Бронсон. Буквы — ףץ/נ/ן
- «Цедек Хеврати» («Социальная справедливость»). Лидер — Гад Хэран. Буквы — צק/זך/קנ/קף
- «Эрец Исраэль Шелану» («Наша Земля Израиля — Объединённая еврейская партия за единство Торы, Народа и Земли»). Лидер — Рафаэль Левенгронд. Буквы — קי/קם/ק
- «Ахрают ла-Меясдим» («Ответственность основателям во главе с Хаимом Даяном»). Лидер — Хаим Даян. Буквы — יץ/קז
- «Гешер во главе с Орли Леви». Лидер — Орли Леви-Абукасис. Буквы — נר
- «Манхигут Хевратит» («Социальное лидерство»). Лидер — Илан Машиха Яр Занбар. Буквы — ןן
- «Ционут Хадаша — Мифлегет ха-Ам» («Новый сионизм — Народная партия»). Лидер — Биньямин Унгер. Буквы — ךי
- «Зхутену бе-Колену» («Наш голос — наше право»). Лидер — Гиль Роттер. Буквы — נז
- «Шавим» («Равноправные»). Лидер — Мирьям Антеби. Буквы — ףנ/ץנ
- «Кахоль-лаван во главе с Бени Ганцем и Яиром Лапидом». Лидеры — Бени Ганц и Яир Лапид. Буквы — פה
- «Кулану — разумные правые во главе с Моше Кахлоном». Лидер — Моше Кахлон. Буква — כ
- «Авода» («Партия труда во главе с Ави Габаем»). Лидер — Ави Габай. Буквы — אמת
- «Мерец— левые Израиля». Лидер — Тамар Зандберг. Буквы — מרצ
- «Ликуд во главе с Биньямином Нетаниягу на пост премьер-министра». Лидер — Биньямин Нетаниягу. Буквы — מחל
- «Орен Хазан во главе партии Цомет». Лидер — Орен Хазан. Буквы — זץ
- «Тиква ле-Шинуй» («Надежда на перемены»). Лидер — Рами Махамид. Буквы — ךק
- «Ихуд Мифлегот ха-Ямин» («Союз правых партий — Байт Йехуди, Ихуд Леуми, Оцма Йехудит»). Буквы — טב
- ШАС — Всемирное сефардское объединение блюстителей Торы. Лидер — Арье Дери. Буквы — שס

## Опросы

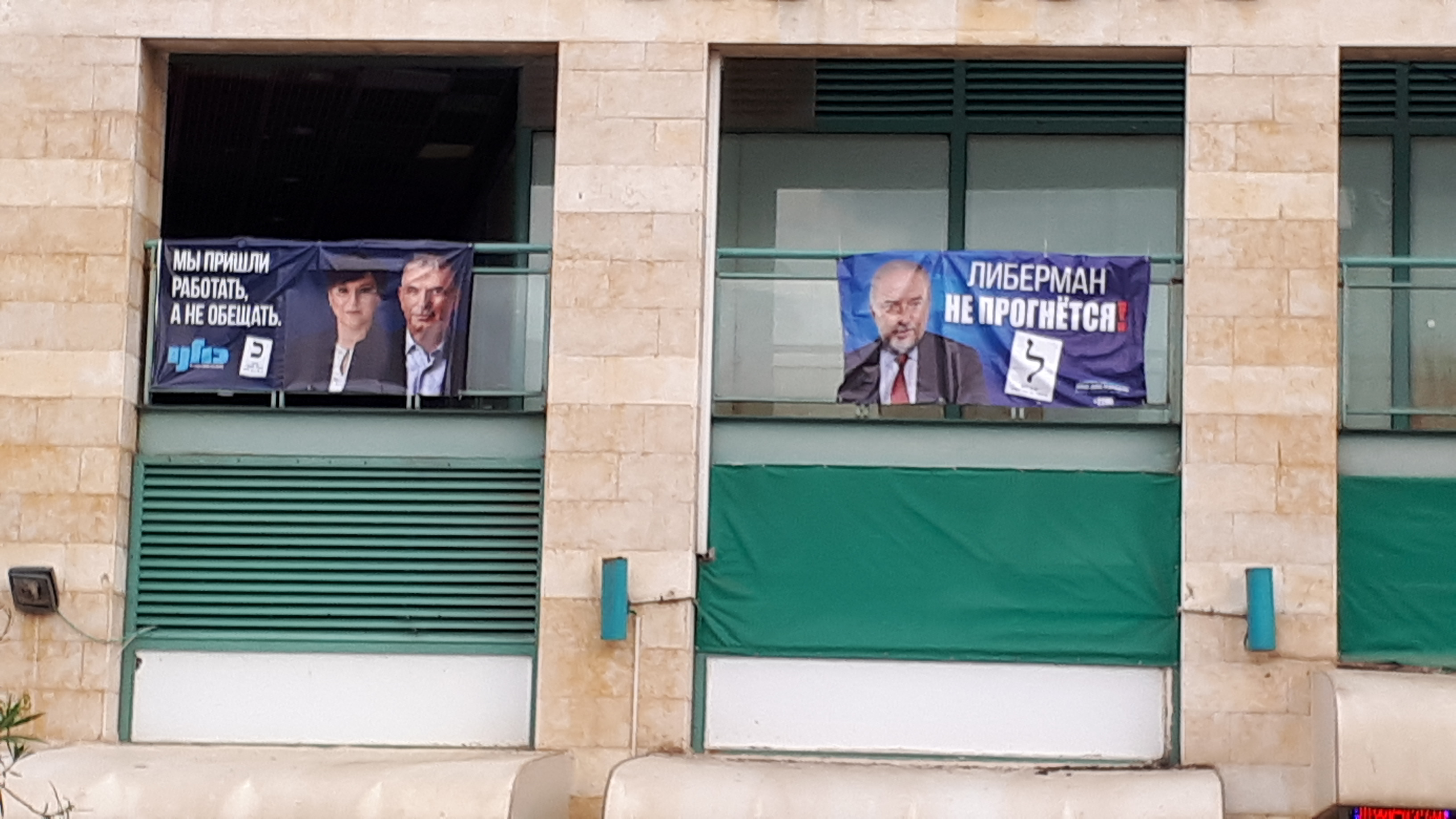

Согласно опросу общественного мнения, проведённому институтом Камиля Фукса, альянс Кахоль-лаван мог получить 36 мест в Кнессете, Ликуд — 30 мест, арабский блок ХАДАШ-ТААЛ — 9 мест, Союз правых партий (Нацединство, Оцма и Еврейский дом) и Еврейство Торы — по 7 мест, Авода, ШАС и МЕРЕЦ — по 6 мест, Новые правые — 5 мест, Кулану и арабский блок РААМ-БАЛАД — по 4 места.

## Итоги выборов
Официальные итоги выборов были опубликованы Центральной избирательной комиссией 9 апреля 2019 года, в состав Кнессета 21 созыва вошли следующие партии:
- Ликуд — 35 мандатов (в 2015 — 30)
- Кахоль-лаван — 35 мандатов
- Яхадут ха-Тора — 8 мандатов (6)
- ШАС — 8 мандатов (7)
- Блок ХАДАШ — ТААЛ — 6 мандатов
- Авода — 6 мандатов
- Наш дом Израиль — 5 мандатов (6)
- Ихуд Мифлагот ха-Ямин — 5 мандатов (8)
- Мерец — 4 мандата (5)
- Кулану — 4 мандата (10)
- РААМ — Балад — 4 мандата

Прочие партии, участвовавшие в выборах, не преодолели электоральный барьер.
| Партия                | Голосов   | Мест | Δ     |
| --------------------- | --------- | ---- | ----- |
| Ликуд                 | 1 140 370 | 35   | ▲ 5   |
| Кахоль-лаван          | 112 581   | 35   | новая |
| Яхадут ха-Тора        | 249 049   | 8    | ▲ 2   |
| ШАС                   | 258 275   | 8    | ▲ 1   |
| Блок ХАДАШ — ТААЛ     | 193 442   | 6    | новая |
| Авода                 | 190 870   | 6    |       |
| Наш дом Израиль       | 173 004   | 5    | ▼ 1   |
| Ихуд Мифлагот ха-Ямин | 159 468   | 5    | ▼ 3   |
| Мерец                 | 156 473   | 4    | ▼ 1   |
| Кулану                | 152 756   | 4    | ▼ 6   |
| РААМ — Балад          | 143 666   | 4    |       |
| Новые правые          | 138 598   | 0    |       |
| Зегут                 | 1 118 031 | 0    |       |
| Гешер                 | 74 701    | 0    |       |
| соц безопасность      | 4618      | 0    |       |
| Арабский список       | 4135      | 0    |       |